# Istituto tecnico economico
L'istituto tecnico economico (ITE), chiamato anche istituto tecnico settore economico (ITSE), è una scuola secondaria di secondo grado italiana caratterizzata dall'insegnamento di elementi di cultura generale in connubio a competenze specifiche dei settori economici e giuridici, oltre a conoscenze linguistiche e sulle nuove tecnologie.
Gli studenti possono accedervi al completamento dell'istruzione secondaria di primo grado.
Al superamento dell'esame di maturità al termine del quinquennio di studi, viene rilasciato il diploma di perito commerciale.

## Ordinamento attuale

### Amministrazione, finanza e marketing
Indirizzo che va a sostituire l'istituto tecnico commerciale e l'istituto tecnico per periti aziendali e corrispondenti in lingue estere, il cui piano di studi previsto a partire dall'anno scolastico 2010/2011 è il seguente:
| Discipline                                               | I biennio | I biennio | II biennio + V anno | II biennio + V anno | II biennio + V anno |
| Discipline                                               | I anno    | II anno   | III anno            | IV anno             | V anno              |
| -------------------------------------------------------- | --------- | --------- | ------------------- | ------------------- | ------------------- |
| Lingua e letteratura italiana                            | 4         | 4         | 4                   | 4                   | 4                   |
| Lingua e cultura straniera 1                             | 3         | 3         | 3                   | 3                   | 3                   |
| Lingua e cultura straniera 2                             | 3         | 3         | –                   | –                   | –                   |
| Storia                                                   | 2         | 2         | 2                   | 2                   | 2                   |
| Geografia                                                | 3         | 3         | –                   | –                   | –                   |
| Matematica                                               | 4         | 4         | 3                   | 3                   | 3                   |
| Tecnologie informatiche                                  | 2         | 2         | –                   | –                   | –                   |
| Diritto ed economia                                      | 2         | 2         | –                   | –                   | –                   |
| Economia aziendale                                       | 2         | 2         | –                   | –                   | –                   |
| Scienze integrate (biologia e scienze della Terra)       | 2         | 2         | –                   | –                   | –                   |
| Scienze integrate (fisica)                               | 2         | –         | –                   | –                   | –                   |
| Scienze integrate (chimica)                              | –         | 2         | –                   | –                   | –                   |
| Scienze motorie e sportive                               | 2         | 2         | 2                   | 2                   | 2                   |
| Religione cattolica o attività alternative               | 1         | 1         | 1                   | 1                   | 1                   |
| Amministrazione, finanza e marketing                     |           |           |                     |                     |                     |
| Informatica                                              | –         | –         | 2                   | 2                   | –                   |
| Lingua e cultura straniera 2                             | –         | –         | 3                   | 3                   | 3                   |
| Economia aziendale                                       | –         | –         | 6                   | 7                   | 8                   |
| Diritto                                                  | –         | –         | 3                   | 3                   | 3                   |
| Economia politica                                        | –         | –         | 3                   | 2                   | 3                   |
| Articolazione: relazioni internazionali per il marketing |           |           |                     |                     |                     |
| Lingua e cultura straniera 2                             | –         | –         | 3                   | 3                   | 3                   |
| Lingua e cultura straniera 3                             | –         | –         | 3                   | 3                   | 3                   |
| Economia aziendale e geopolitica                         | –         | –         | 5                   | 5                   | 6                   |
| Diritto                                                  | –         | –         | 2                   | 2                   | 2                   |
| Relazioni internazionali                                 | –         | –         | 2                   | 2                   | 3                   |
| Tecnologie della comunicazione                           | –         | –         | 2                   | 2                   | –                   |
| Articolazione: sistemi informativi aziendali             |           |           |                     |                     |                     |
| Informatica(programmazione)                              | –         | –         | 4                   | 5                   | 5                   |
| Lingua e cultura straniera 2                             | –         | –         | 3                   | –                   | –                   |
| Economia aziendale                                       | –         | –         | 4                   | 7                   | 7                   |
| Diritto                                                  | –         | –         | 3                   | 3                   | 2                   |
| Economia politica                                        | –         | –         | 3                   | 2                   | 3                   |
| Totale delle ore settimanali                             | 32        | 32        | 32                  | 32                  | 32                  |

### Turismo
Indirizzo che va a sostituire l'istituto tecnico per il turismo, il cui piano di studi previsto a partire dall'anno scolastico 2010/2011 è il seguente:
| Discipline                                 | I Biennio | I Biennio | II Biennio | II Biennio | V anno |
| Discipline                                 | I anno    | II anno   | III anno   | IV anno    | V anno |
| ------------------------------------------ | --------- | --------- | ---------- | ---------- | ------ |
| Lingua e letteratura italiana              | 4         | 4         | 4          | 4          | 4      |
| Lingua e cultura straniera 1               | 3         | 3         | 3          | 3          | 3      |
| Lingua e cultura straniera 2               | 3         | 3         | 3          | 3          | 3      |
| Lingua e cultura straniera 3               | –         | –         | 3          | 3          | 3      |
| Storia                                     | 2         | 2         | 2          | 2          | 2      |
| Geografia                                  | 3         | 3         | –          | –          | –      |
| Matematica                                 | 4         | 4         | 3          | 3          | 3      |
| Informatica                                | 2         | 2         | –          | –          | –      |
| Fisica                                     | 2         | –         | –          | –          | –      |
| Chimica                                    | –         | 2         | –          | –          | –      |
| Biologia e scienze della Terra             | 2         | 2         | –          | –          | –      |
| Diritto ed economia                        | 2         | 2         | –          | –          | –      |
| Economia aziendale                         | 2         | 2         | –          | –          | –      |
| Discipline turistiche e aziendali          | –         | –         | 4          | 4          | 4      |
| Geografia turistica                        | –         | –         | 2          | 2          | 2      |
| Diritto e legislazione turistica           | –         | –         | 3          | 3          | 3      |
| Storia dell'arte e del territorio          | –         | –         | 2          | 2          | 2      |
| Scienze motorie e sportive                 | 2         | 2         | 2          | 2          | 2      |
| Religione cattolica o attività alternative | 1         | 1         | 1          | 1          | 1      |
| Totale delle ore settimanali               | 32        | 32        | 32         | 32         | 32     |

## Storia e ordinamento previgente
In seguito alla riforma Gelmini, varata nel settembre 2008, avviata per le classi prime nell'a.s. 2010-11 ed entrata in pieno vigore a partire dall'a.s. 2014-15, l'istituto tecnico economico subisce un'innovazione per quanto attiene all'ordinamento: dall'iniziale suddivisione in due bienni (corrispondenti agli anni di corso dal primo al quarto) ed un quinto anno specialistico, il piano scolastico viene mutuato in un biennio comune e un triennio specialistico.
Di seguito la tabella di confluenza dei precedenti ordinamenti:
| Ordinamento attuale                 | Ordinamento attuale                  | Ordinamento previgente                                                  |
| ----------------------------------- | ------------------------------------ | ----------------------------------------------------------------------- |
| Istituto tecnico, settore economico | Amministrazione, finanza e marketing | Istituto tecnico commerciale                                            |
| Istituto tecnico, settore economico | Amministrazione, finanza e marketing | Istituto tecnico per periti aziendali e corrispondenti in lingue estere |
| Istituto tecnico, settore economico | Amministrazione, finanza e marketing | Istituto tecnico per le attività sociali                                |
| Istituto tecnico, settore economico | Turismo                              | Istituto tecnico per il turismo                                         |

## Iscrizioni
Nell'anno scolastico 2024/2025 gli iscritti sono stati il 12,25% con un aumento dello 0,75% rispetto all'anno scolastico 2023/2024 suddivise tra AFM (9,23%) e turismo (3,02%).